# مارک مادیو
مارک مادیو (فرانسوی: Marc Madiot‎؛ زادهٔ ۱۶ آوریل ۱۹۵۹) دوچرخه‌سوار اهل فرانسه است.
وی همچنین برندهٔ جوایزی همچون لژیون دونور شده‌است.
از باشگاه‌هایی که در آن رکاب زده‌است می‌توان به تیم دوچرخه‌سواری رنو و تیم دوچرخه‌سواری سیستم یو اشاره کرد.